# 迪约庞塔勒
迪约庞塔勒（法語：Dieupentale，法語發音：[djøpɑ̃tal]）是法国奥克西塔尼大区塔恩-加龙省的一个市镇，属于蒙托邦区。该市镇2009年时的人口 为1,700人。

## 人口
迪约庞塔勒人口变化图示
| 数据来源：INSEE |

## 图集

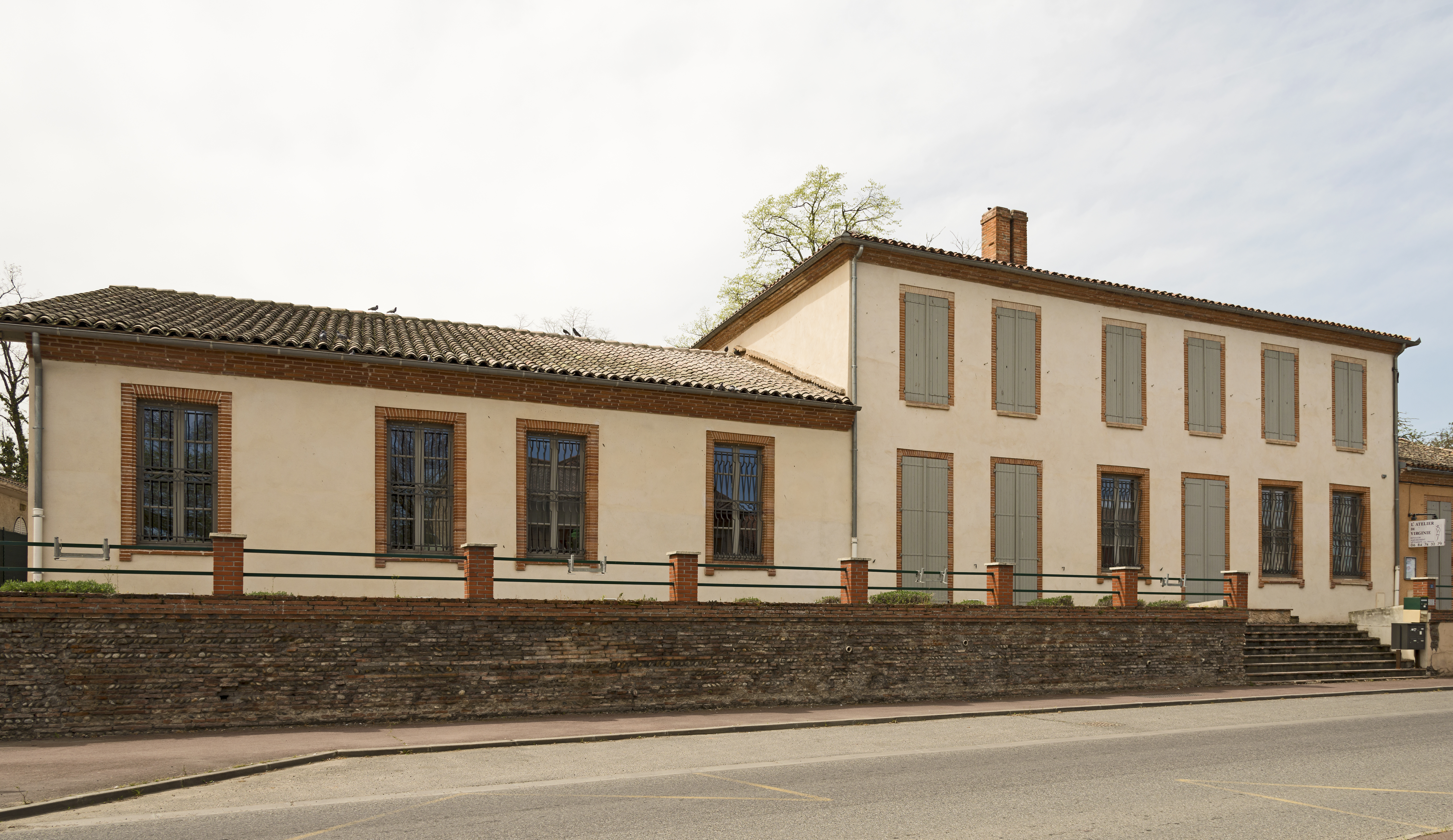
市政厅
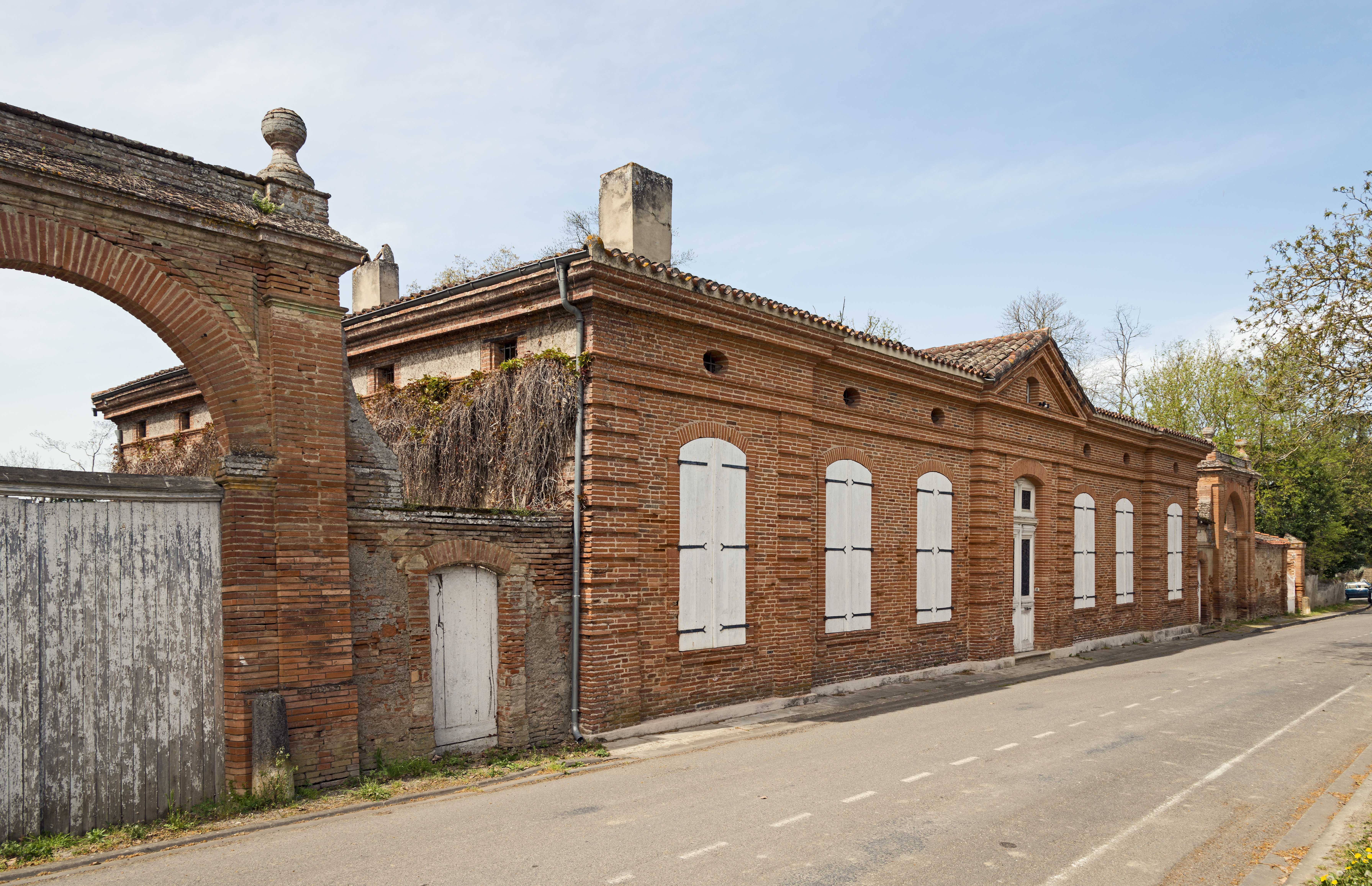
城堡
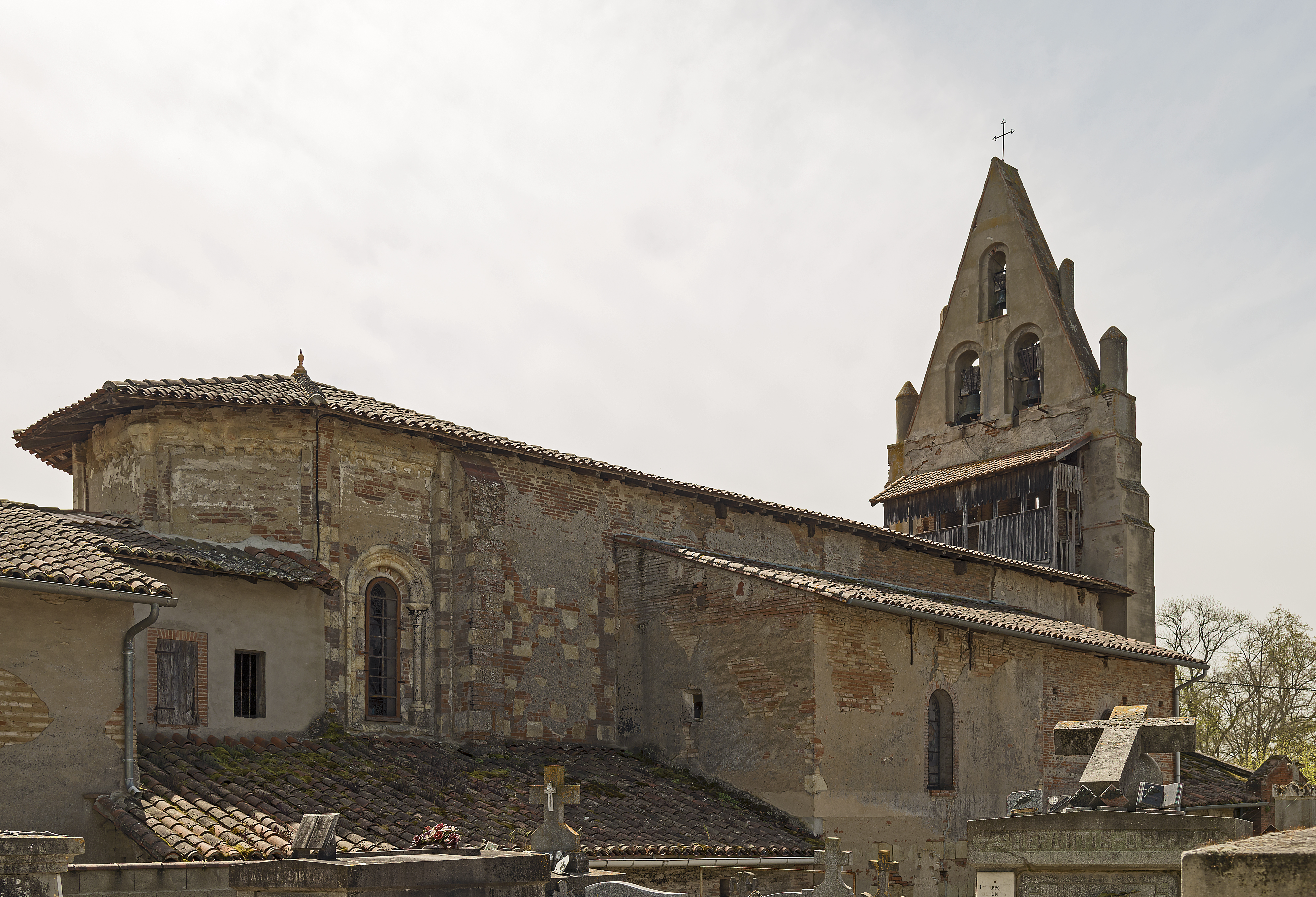
教堂
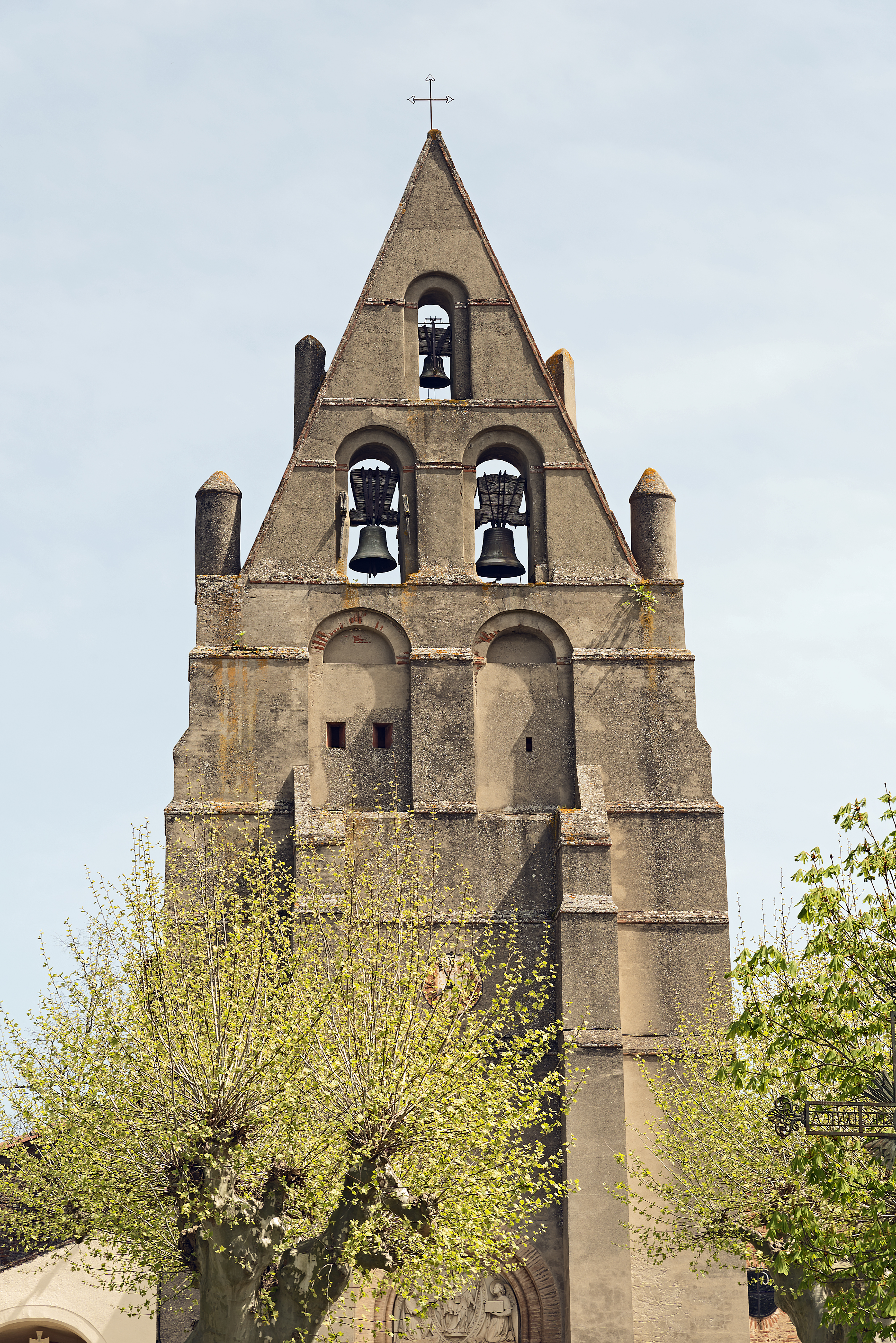
钟楼
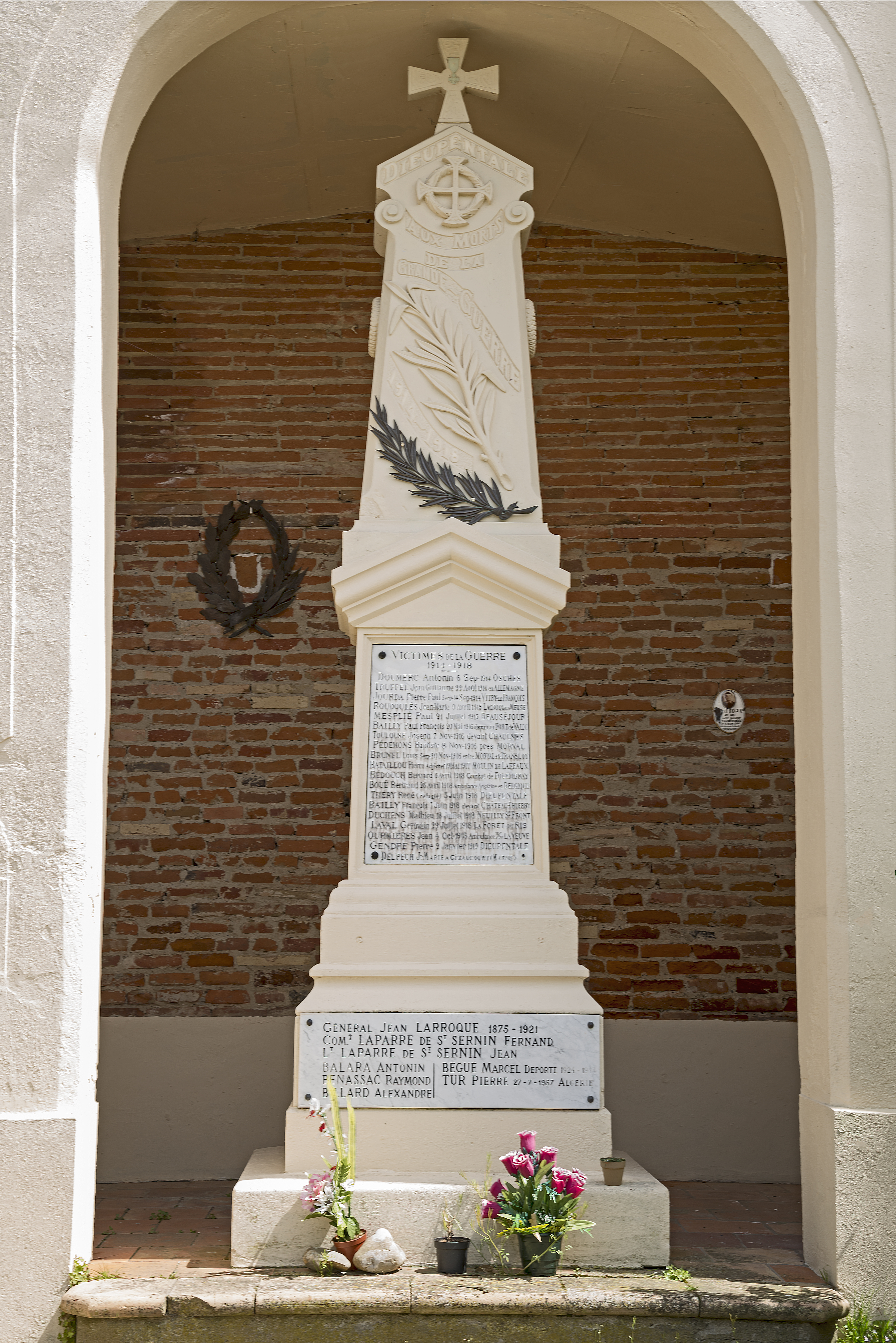
战争纪念碑
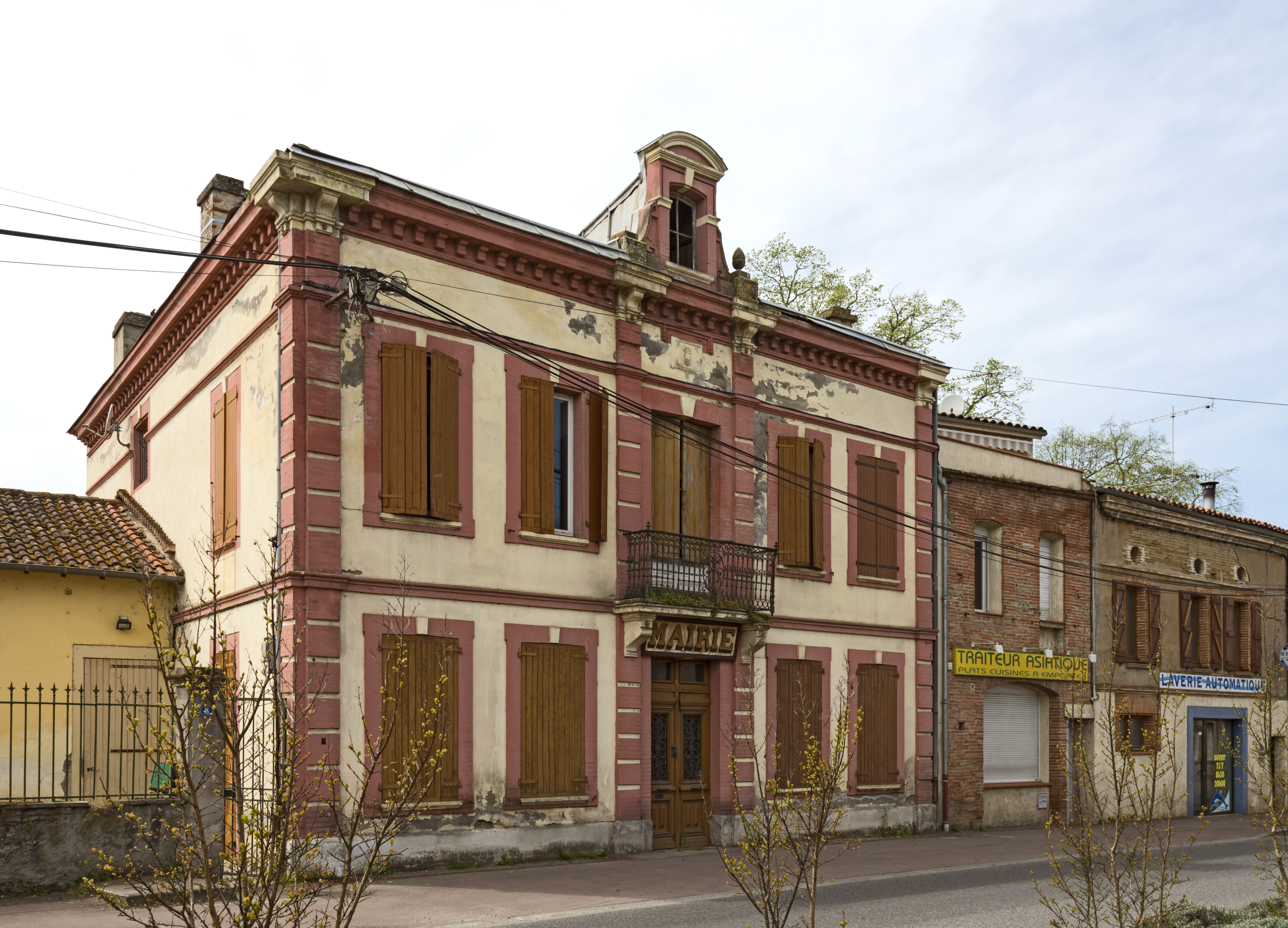
旧市政厅